# Ambrozije Šarčević
Ambrozije Šarčević (u mađ. izvorima Sárcsevics Ambrus), zvani i Boza (Subotica, 30. ožujka 1820. – 29. studenog 1899.) je bio bački hrvatski javni djelatnik, književnik, publicist, prevoditelj, leksikograf i hrvatski preporoditelj. Poznavao je pored materinjeg hrvatskog jezika, i mađarski, zatim latinski, njemački i francuski.

## O Šarčeviću
Gimnaziju je pohađao u Subotici.
Studirao je filozofiju i pravo u Budimpešti, Velikom Varadinu (Nagyvárad) i Pečuhu. Po završetku studija, radio je kao sudac, profesor, saborski stenograf, županijski odvjetnik i gradski arhivar.

Službovao je u Koložvaru, Požunu, a u Aljmašu u Bačkoj od 1848. – 1860., kao kotarski predstojnik i potom kao kotarski sudac. Poslije odlazi u Suboticu, u kojoj ostaje do smrti, a iz tog razdoblja je njegova prevoditeljska i publicistička djelatnost.

Bio je suradnikom biskupa Ivana Antunovića i njegovim doživotnim ideološkim sljedbenikom i najbližim suradnikom, s kojim se povezao za službovanja u Aljmašu. Nakon Antunovićeve smrti, Šarčević je preuzeo ulogu intelektualnog vođe bunjevačkih Hrvata.
Bio je protivnikom mađarske revolucije, kao i još neki uglednici tamošnjih Hrvata, biskup Ivan Antunović, Vinko Somborčević, barun Josip Rudić Aljmaški i još neki.
Ipak, zdravlje ga nije poslužilo: sluh je vremenom sve više gubio, što je za posljedicu imalo da je morao prihvatiti poslove koje su mu ponudili, a bili su ispod njegove razine školovanosti i intelekta, pa je bio na radnom mjestu arhivara i zemljišnim knjigama sve do mirovine. 
Surađivao je s Bunjevačkim i šokačkim novinama, a pisao je o temema jezične ravnopravnosti, vanjske politike, polemike i međunacionalnim odnosima u Ugarskoj.
Svoja djela je usmjerio na uzdizanje razvijenosti i informiranost Bunjevaca. Nije bio školovanim jezikoslovcem, ali se prihvatio takvog posla, jer je uviđao potrebu za takvim djelima kod svojih sunarodnjaka. Stoga se, s te strane, javlja ograničenje kvalitete njegovih djela, kojima je ipak, s druge strane, kvalitetu i podlogu dala njegova školovanost i intelektualnost.
Ideološki, prihvatio je zamisli Vuka Karadžića "koji je govorio o 'Srbima triju zakona' te je Srbima smatrao sve štokavce, bez obzira na to jesu li pravoslavni, katolici ili muslimani".

## Priznanja
1971. mu je u Subotici otkriven spomenik, djelo Ivana Meštrovića.

## Djela
- Zbirka mudrih i poučnih izrekah, 1869. (zajedno s Albom Kuntićem u Počeci borbe za preporod bačkih Bunjevaca : jedan uspeh akcije kneza Mihaila i Ilije Garašanina za nacionalno oslobođenje i ujedinjenje )

- Magyar-Délszláv Közigazgatási és Törvenykezési M szótár. Magyar-Délszláv resz. Magjarsko-Jugoslavenski politični i pravosudni Riečnik. Magjarsko-Jugoslavenski dio., 1870.
- Tolmač izvornih, književnih i zemljopisnih jugoslavenskih riči, 1870.
- Politični i pravosudni riečnik
- Elemi népiskolai Magyar-Bunyevácz-Sokácz Szótár. A bunyevácz-sokácz ajkuak népiskoláiban, a tanítóknak magyar nyelven vezetett tanitása és a növendékek alapos tanulása és okulása megkönnyitésére irta és kiadta, 1893.
- Magyar-Szerb-Horvát-Sokácz Könyvészeti Szótár, 1894.

- prijevod na mađarski knjige Miloša Popovića Nacionalno pitanje u Mađarskoj sa srpskog stanovištva, 1865.

## Radovi o Ambroziju Šarčeviću
- Ante Sekulić: Ambrozije Šarčević i njegova dva rječnika, Filologija. Knj. 10 (1980. – 1981.)
- Ante Sekulić u Ambrozije Šarčević (1820-1899), 1993.
- Josip Buljovčić: Leksikografski rad Ambrozija Šarčevića, Klasje naših ravni, 1-2/2002.

Osim Ante Sekulića, Šarčevićem se dosta bavio i István Nyomárkay.